# Duca di Roxburghe
Duca di Roxburghe (pronunciato ˈrɒksbərə) è un titolo nobiliare della parìa di Scozia creato nel 1707 assieme ai titoli sussidiari di "marchese di Bowmont e Cessford", di "conte di Kelso" e "visconte Broxmouth". John Ker, V conte di Roxburghe divenne il primo detentore di questi titoli. Il titolo è derivato da Roxburgh nel distretto degli Scottish Borders.
L'elenco completo dei titoli sussidiari detenuti dal duca è il seguente:
- marchese di Bowmont e Cessford (creato nel 1707),
- conte di Roxburghe (1616),
- conte di Kelso (1707),
- conte di Innes (1837),
- visconte Broxmouth (1707),
- lord Roxburghe (1600),
- lord Ker di Cessford e Cavertoun (1616).

Tutti questi titoli fanno parte della parìa di Scozia, ad eccezione della contea di Innes, che appartiene alla parìa del Regno Unito. Il figlio primogenito del duca reca il titolo di cortesia di "marchese di Bowmont e Cessford".
Il ducato e i titoli ad esso associati sono trasmessi agli "eredi che erediteranno la contea", che a sua volta ha una linea di discendenza molto specifica. 
Alla morte del IV duca, i titoli divennero dormienti e nessuno li poteva rivendicare. 
Nel 1812 la House of Lords legiferò a favore di sir James Innes-Ker, VI baronetto di Innes, rigettando le rivendicazioni dell'erede femmina del II conte e dell'erede maschio del I conte.
Il duca di Roxburghe sarebbe il capo del clan Innes, ma non può essere riconosciuto tale perché porta il nome Innes-Ker.
La famiglia ha la sua sede nel castello di Floors a Kelso, Scozia.

Stemma dei Duchi di Roxburghe.

## Conti di Roxburghe (1616)
Altri titoli: lord Ker di Cessford e Cavertoun (1616); altri titoli del I conte: lord Roxburghe (1600)
- Robert Ker, I conte di Roxburghe (1570–1650) fu lord Roxburghe dal 1600, morì senza eredi maschi
  - William Ker, lord Ker (morto nel 1618), primogenito del I conte, deceduto prima del padre senza figli
  - Henry Ker, lord Ker (morto nel 1642), figlio minore del I conte, deceduto prima del padre senza figli
- William Ker, II conte di Roxburghe (morto nel 1675), un nipote di linea femminile del I conte, a lui succeduto per disposizione speciale
- Robert Ker, III conte di Roxburghe (circa 1658–1682), figlio primogenito del II conte
- Robert Ker, IV conte di Roxburghe (morto nel 1696), figlio primogenito del III conte
- John Ker, V conte di Roxburghe (circa 1680–1741), secondo figlio del III conte, divenne duca di Roxburghe nel 1707

## Duchi di Roxburghe (1707)
Altri titoli: marchese di Bowmont e Cessford (1707), conte di Roxburghe (1616), conte di Kelso e visconte Broxmouth (1707) e lord Ker di Cessford e Cavertoun (1616)
- John Ker, I duca di Roxburghe (circa 1680–1741), secondo figlio del III conte

Altri titoli del II e del III duca: conte Ker, di Wakefield nella contea di York e barone Ker, di Wakefield nella contea di York (1722)
- Robert Ker, II duca di Roxburghe (circa 1709–1755), figlio unico del I duca
- John Ker, III duca di Roxburghe (1740–1804), figlio primogenito del II duca, morto senza eredi

Altri titoli del IV duca: lord Bellenden di Broughton (1661)
- William Bellenden-Ker, IV duca di Roxburghe (1728–1805), nipote di lord Bellenden (egli stesso quarto figlio del II conte), morto senza eredi, cosicché i titoli di Roxburgh divennero dormienti negli anni 1805–12[2]
- James Innes-Ker, V duca di Roxburghe (1736–1823), pronipote di Margaret Ker (morta nel 1681), figlia di Henry Ker, lord Ker (morto nel 1642/3; figlio minore del I conte)Guy Innes-Ker, X duca di Roxburghe fotografato da Allan Warren.

Guy Innes-Ker, X duca di Roxburghe fotografato da Allan Warren.

Altri titoli, dal VI duca in poi: conti di Innes (GB, 1837)
- James Innes-Ker, VI duca di Roxburghe (1816–1879), figlio unico del V duca
- James Innes-Ker, VII duca di Roxburghe (1839–1892), figlio primogenito del VI duca
- Henry Innes-Ker, VIII duca di Roxburghe (1876–1932), figlio primogenito del VII duca
- George Innes-Ker, IX duca di Roxburghe (1913–1974), figlio unico dell'VIII duca
- Guy Innes-Ker, X duca di Roxburghe (1954-2019), figlio primogenito del IX duca
- Charles Innes-Ker, XI duca di Roxburghe (nato nel 1981), figlio primogenito del X duca
  - Legittimo erede: Edward Arthur Gerald Innes-Ker (nato nel 1984), il fratello degli attuali Duchi